# Зубов, Терентий Максимович
Терентий Максимович Зубов (5 июля 1902 — 5 января 1985) —  советский военачальник, генерал-майор (береговой службы с 27.1.1951,  артиллерии с 5.5.1952), командор Ордена Британской Империи (1944).

## Биография
Родился в селе Матвеевка, ныне в Весёловском районе Запорожской области. Русский.
В РККА с мая 1923 года — красноармеец, командир отделения учебной батареи 1-го полка 1-го кавалерийского корпуса Червоного казачества в городе Липовец (Винницкая область). С сентября 1924 года — курсант Одесской артиллерийской школы имени им. М. В. Фрунзе. В 1926 году вступает в ВКП(б).
В сентябре 1928 года по окончании школы назначен командиром взвода артиллерийской батареи с перерывом, заведующим вещевым довольствием Батумского района береговой обороны (1-3.1930), и. д. начальника боепитания 6-й артиллерийской бригады береговой обороны ЧФ (6-8.1930), помощник начальника штаба 72-го озад Крымского района береговой обороны (8.1930-1.1932). Помощник начальника штаба 9-й артиллерийской бригады (1.1932-5.1936), и. д. начальника 1-й части (операт.) штаба 9-й артиллерийской бригады (5.1936-10.1937) Владивостокского УРа Тихоокеанского флота.
Репрессирован (10.1937-6.1938), восстановлен в кадрах ВМФ в октябре 1939 года и назначен начальником штаба ПВО Кронштадтского морского завода.
Участник Советско-финской войны 1939—1940.
Начальник штаба 15-го оад Северного УРа (4-7.1940), начальник 1-го отделения (операт.) штаба Кронштадтского сектора береговой обороны Балтийского флота с декабря 1940 года.
В Великую Отечественную войну вступил в прежней должности. Участвовал в боях в составе 2-й БМП у поселка Котлы, принимал участие в организации обороны Ораниенбаумского плацдарма, как с моря, так и с суши. Из боевой характеристики: «За период боевых действий проявил себя грамотным и волевым командиром… В своих действиях решителен… имеет большой опыт работы в штабах БО КБФ. В боевых операциях по захвату о. Эзель наладил и отработал взаимодействие с сухопутными частями и плавающими соединениями.»
Начальник штаба Ижорского УР сектора БО (1.1942-7.1943), Управления БО флота (7.1943-10.1944), комендант Островного сектора БО (о. Эзель) (10.1944-9.1945) КБФ.
Комендант БО Островного МОРа (9.1945-7.1950), заместитель коменданта БО Главной базы (7.1950-9.1951), командир БО (9.1951-4.1955) 8-го ВМФ. В распоряжении ГК ВМФ (4-7.1955).
С июля 1955 в запасе по болезни.
Похоронен на Александро-Невском военном кладбище в городе Таллин.

## Награды
СССР
- орден Ленина (1950)
- три ордена Красного Знамени (03.02.1944, 30.04.1945, 1955)
- орден Нахимова II степени - №2 (08.07.1944)
- орден Отечественной войны I степени (17.07.1945)
- два ордена Красной Звезды (25.03.1943, 03.11.1944)
  - Медали СССР
    - именное оружие (1952)

Приказы (благодарности) Верховного Главнокомандующего в которых отмечен Зубов Т.М.
- За  очищение от противника острова Сааремаа (Эзель), превращенного немцами в опорный пункт, прикрывающий подступы к Рижскому заливу и полное освобождение территории Советской Эстонии  от немецких захватчиков. 24 ноября 1944 года № 210.

Иностранные награды
- Командор Ордена Британской Империи (Великобритания 1944) [3]